# Мюнхгаузен (фільм)
«Мюнхгаузен» (нім. Münchhausen) — німецький (Третій Рейх) фентезійно-пригодницький фільм 1943 року, поставлений режисером Йозефом фон Бакі.

## Сюжет
Відомий барон-вигадник Мюнхгаузен (Ганс Альберс) вирушив до двору російської цариці Катерини II, щоб битися проти турок. Якось на гарматному ядрі під час бою він влітає в турецький табір, де і заполонений. Життя йому рятує уміння розповідати кумедні історії, якими барон удосталь пригощає султана.
Окрім Мюнхгаузена, в полоні у султана також знаходиться прекрасна принцеса Ізабелла. Її рідня готова виплатити туркам 10 тисяч гульденів викупу, але султан не йде ні на які переговори. Він не хоче відпускати полонянку. З приводу своїх полонених він сказав: «Таку прекрасну дівчину і такого захопливого оповідача навряд чи можна проміняти на золото».
Мюнхгаузен уперше помітив полонену принцесу за вікном гарему, яке було закрите красивими кованими ґратами. Принцеса кинула на барона благальний погляд про допомогу. У відповідь Мюнхгаузен помахав їй недбало рукою і привітно посміхнувся. Уночі султан вирішив навідатися в гарем до принцеси, але барон завадив йому. Колись він отримав від графа Каліостро (Фердинанд Маріан) чарівне кільце. Воно подовжувало життя людині. Окрім цього, воно могло робити свого володаря невидимим. За допомогою цього кільця барон перетворює життя в палаці султана в суцільний хаос. Стражники падають один на іншого, столи літають, а принцеса Ізабелла, лежачи на подушках, ширяє посеред кімнати. Її рятівник став знову видимим, коли полонянка опинилася на кораблі, який прямує до Венецію. У Венеції проходить карнавал, але Мюнхгаузену та Ізабеллі не судилося бути разом. Щойно принцеса знімає маску, її заарештовує підступний брат, який запроторює дівчину в монастир. Барон Мюнхгаузен обіцяє знову звільнити принцесу, яка в сльозах просить, щоб той не забував її.

## У ролях
| • Ганс Альберс           | … | Мюнхгаузен                              |
| • Ганс Браузеветтер      | … | барон фон Гартенфельд                   |
| • Марина фон Дітмар      | … | Софі фон Ридезель                       |
| • Ендрюс Енгельман       | … | князь Потьомкін                         |
| • Кете Гаак              | … | баронесса Мюнхгаузен                    |
| • Бригітта Горней        | … | цариця Катерина II                      |
| • Фердинанд Маріан       | … | граф Каліостро                          |
| • Лео Слезак             | … | султан Абдул-Гамід I                    |
| • Ільза Вернер           | … | принцеса Ізабелла                       |
| • Франц Шафгайтлін       | … | дож                                     |
| • Микола Колін           | … | великий візир                           |
| • Бернгард Ґецке         | … | Гатті                                   |
| • Герман Шпельманс       | … | Крістіан Кухенройтер, слуга Мюнхгаузена |
| • Ільза Фюрстенберг      | … | дружина Кухенройтера                    |
| • Вальдемар Лейтгеб      | … | князь Григорій Орлов                    |
| • Густав Вальдау         | … | Джакомо Казанова                        |
| • Антон Пойнтер          | … | граф Кобенцль                           |
| • Леопольд фон Ледебур   | … | канцлер Панін                           |
| • Арут Вартан            | … | Омелян Пугачов                          |
| • Едуард фон Вінтерштайн | … | батько Мюнхгаузена                      |

## Знімальна група
- Автори сценарію — Еріх Кестнер за творами Готфріда Аугуста Бюргера та Рудольфа Еріха Распе
- Режисер-постановник — Йозеф фон Бакі
- Продюсер — Ебергард Шмідт
- Оператори — Костянтин Ірмен-Чет, Вернер Крін
- Композитор — Георг Генцшель
- Монтаж — Міло Гарбіч, Вальтер Вишнівськи
- Художники-постановники — Отто Гульшторфф, Еміль Гаслер
- Художник по костюмах — Манон Ган
- Артдиректор — Вернер Клейн
- Звук — Еріх Шмідт

## Виробництво
Коштовну стрічку створив в павільйонах Бабельсберга угорський режисер Йозеф фон Бакі на замовлення міністра пропаганди Третього Рейху Йозефа Геббельса з нагоди 25-річного ювілею кіностудії UFA. Попри чинну заборону на професію, сценаристом фільму виступив письменник Еріх Кестнер, якого вказали в титрах під псевдонімом «Бертольд Бюргер».
Студія «УФА» знімала фільм майже два роки, але в прокат вийшла урізана версія, саме з цієї причини любовна історія, показана у стрічці, закінчується трохи трагічно.

## Реліз
Прем'єра «Мюнхгаузена» відбулася 5 березня 1945 року в палаці студії «УФА». Фільм мав тріумфальний успіх. Один з французьких кінокритиків того часу писав з приводу прем'єри фільму в Парижі: «Вважаю, що представники Голлівуду проковтнули від здивування свою жувальну гумку. Публіка у захваті. „Мюнхгаузен“ б'є усі рекорди».